# Saint-Roman-de-Malegarde
Saint-Roman-de-Malegarde este o comună în departamentul Vaucluse din sud-estul Franței. În 2009 avea o populație de 315 de locuitori.

## Evoluția populației
| An        | 1975 | 1982 | 1990 | 1999 | 2006 | 2009 |
| --------- | ---- | ---- | ---- | ---- | ---- | ---- |
| Populație | 244  | 242  | 253  | 255  | 282  | 315  |